# Patata dell'Alto Viterbese
La patata dell'Alto Viterbese (o dell'Alto Lazio) è una varietà di patata che viene coltivata nel territorio settentrionale del lago di Bolsena.
La sua coltivazione è stata sviluppata principalmente a partire dalla fine degli anni settanta.
Essa cresce e si sviluppa sui terreni di origine vulcanica delle zone del Viterbese. Presenta un pH debolmente acido (tra 6 e 6,8) e contiene un alto contenuto di calcio, potassio e anidride fosforica.
Tale varietà di patata si distingue per forma ovale o allungata; la buccia è liscia, di colore bianco-giallo, e la sua polpa è compatta, dello stesso colore della buccia (talora anche rosa).

## Utilizzi tipici
È d'uopo utilizzare tale tipo di patata principalmente fresca, come contorno di carni o pesce oppure, lessa, quale ingrediente della pizza alle patate o, ancora, per realizzare il famoso gnocco di patata.

## Riconoscimenti
Ricca di potassio e vitamina C, la patata dell'Alto Viterbese ha ottenuto il marchio collettivo Tuscia Viterbese e la certificazione IGP europea.